# Климово (Торжоцький район)
Климово (рос. Климово) — присілок в Торжоцькому районі Тверської області Російської Федерації.
Населення становить 246 осіб. Входить до складу муніципального утворення Будовське сільське поселення.

## Історія
Від 2005 року входить до складу муніципального утворення Будовське сільське поселення.

## Населення
| 1859 | 1884 | 1920 | 1997 | 2002 | 2010 |
| ---- | ---- | ---- | ---- | ---- | ---- |
| 379  | ↗430 | ↗458 | ↘225 | ↘220 | ↗246 |